# Paraglyphesis polaris
Espèce
Paraglyphesis polaris est une espèce d'araignées aranéomorphes de la famille des Linyphiidae.

## Distribution
Cette espèce est endémique de Russie.

## Publication originale
- Eskov, 1991 : New linyphiid spiders from Siberia and the Far East 2. The genus Paraglyphesis gen. nov. (Arachnida, Araneae: Linyphiidae). Reichenbachia, vol. 28, p. 103-107.